# Пургасова волость
Пургасова волость — объединение мордовских племён, возникшее в начале XIII века между Окой и Темниково-Водскими лесами по нижнему течению реки Мокша. Здесь жили не только мордва, но и бежавшие от феодального гнёта русские крестьяне. Их селения назывались Пургасовой Русью. Пургасова волость названа по имени стоявшего во главе её мордовского инязора (князя) Пургаса. Возможно, центром Пургасовой волости было Саровское городище площадью ок. 44 га, находившееся на мысу, образованном реками Саровка и Сатис, и на прилегающей к нему террасе, разграбленной и разрушенной в первой половине XIII века.
О «волости», на древнерусском, удельном княжестве инязора Пургаза в «Мордовской земле», рассказывает Никоновская летопись. О двух государях «в царстве мордвы» — Пургазе и Пуреше упоминает в 1230-х годах путешественник Юлиан Венгерский. Между Пургасом и Пурешем шла непримиримая война, а сами князья являлись союзниками противоборствующих на тот момент сторон — Пуреш являлся союзником князя Юрия, а Пургасова волость состояла в союзе с Волжско-Камской Булгарией.
В Лаврентьевской летописи под 1228 годом сказано:

«Муромскыи князь Гюрги Давыдовичь вшед в землю Мордовьскую, Пургасову волость пожгоша жита и потравиша, и скот избиша, полон послаша назад а Мордва вбегоша в лесы своя в тверди, а кто не вбегл, тех избиша наехавше Гюргеви молодии, в 4 день генваря. То видевше молодии Ярославли и Василкови и Всеволжи, оутаившеся на заоутрие ехаша в лес глубок, а Мордва давше им путь, а сами лесом обидоша их около, избиша бежаща в тверди, тех тамо избиша, и князем нашим не бысть кого воевати»

Погром земли своей Пургас хотел выместить на Нижнем Новгороде. В апреле 1229 года он сумел лишь сжечь посад города и окрестные сёла, но крепость не взял:

Месяца Априля придоша Мордва с Пургасом к Новугороду [Нижнему], и отбишася их Новгородци, и зажегше монастырь Св. Богородици и церковь, иже бе вне града, того же дни и отъехаша прочь, поимав свое избъеныя болшия. Того же лета победи Пургаса Пурешев сын с Половци, изби Мордву и всю Русь Пургасову, а Пургас едва вмале утече.
В середине XIII века Пургасова волость попала под монгольское иго. Войска Батыя вышли в 1236 году, но вторжение стало осуществляться только летом 1237 года. Монах Юлиан Венгерский, побывавший в конце лета 1237 года в мордовском крае, писал, что эрзянский князь «…с немногими людьми направился в весьма укреплённые места, чтобы защищаться, если хватит сил». Среди глав покорённых княжеств, приезжавших в Орду за ярлыками на княжение, имя Пургаза не упоминается.

## Историография
Проблема раннефеодальных государственных образований у мордвы вызывает серьезные споры. Одним из первых попытался оценить уровень развития мордовского общества в начале 2-го тысячелетия основоположник марксистского направления в российской исторической науке М. Н. Покровский: «Мордва конца XII века представляла собой федерацию нескольких племен с центром на месте будущего Нижнего». Профессор М. Ф. Жиганов отмечал, что в древнемордовском обществе существовали политические объединения, находящиеся в вассальной зависимости от русских и булгарских князей. А. В. Циркин характеризовал Пургасову волость как союз племён, политическое образование раннефеодального типа. Профессор Н. В. Заварюхин считает, что в начале 2-го тысячелетия у мордвы стали оформляться государственные образования. Мысль о раннефеодальном государстве, возникшем на основе союза части мордовских племён, о зарождавшейся мордовской феодальной государственности высказал профессор В. А. Юрченков. Особое мнение высказывал профессора В. К. Абрамов, указавший на наличие феодальной раздробленности в мордовском крае в XII — начале XIII века. При всей противоречивости мнений наличие процессов государственного строительства в древнемордовском обществе, прерванных татаро-монгольским завоеванием не вызывает среди учёных сомнения.